# Liquide organique transporteur d'hydrogène
Un liquide organique transporteur d'hydrogène (en anglais : Liquid Organic Hydrogen Carrier, ou LOHC) est un composé organique liquide, ou un mélange de tels composés, capable de fixer puis de libérer de l'hydrogène à travers des réactions chimiques.
Ces substances peuvent ainsi être employées pour le stockage de l'hydrogène, comme, en principe, tout composé organique insaturé — molécules organiques ayant au moins une double liaison C=C ou une triple liaison C≡C — susceptible de fixer de l'hydrogène par hydrogénation. 

## Efficacité énergétique
La séquence formée par la déshydrogénation endothermique suivie par la purification de l'hydrogène libéré en retour limite l'efficacité du cycle de cette méthode de stockage,,,. Le transport d'hydrogène par liquide organique sans recyclage de chaleur a une efficacité énergétique de 60 à 70 %, selon le taux de déshydrogénation, ce qui est équivalent au transport sous forme d'hydrogène liquide. Avec recyclage de chaleur, l'efficacité énergétique passerait à 80-90 %,.

## Composés
Différents composés sont étudiés pour le développement de systèmes LOHC. Ce sont notamment les couples méthylcyclohexane / toluène, décaline / naphtalène et perhydrodibenzyltoluène (généralement abrégé H18-DBT)  / dibenzyltoluène :
|                             |                                          |                             | Enthalpie de déshydrogénation                     |
| C6H11CH3                    | {\displaystyle \rightleftharpoons } 3 H2 | + C6H5CH3                   | ΔH = 68,3 kJ/mol H2 ;                             |
| C10H18                      | {\displaystyle \rightleftharpoons } 5 H2 | + C10H8                     | ΔHcis = 63,2 kJ/mol H2 ΔHtrans = 65,1 kJ/mol H2 ; |
| C6H11−CH2−C6H9CH3−CH2−C6H11 | {\displaystyle \rightleftharpoons } 9 H2 | + C6H5−CH2−C6H3CH3−CH2−C6H5 | ΔH = 71 kJ/mol H2,                                |
D'autres liquides organiques transporteurs d'hydrogène sont également étudiés, par exemple des hétérocycles azotés présentant des enthalpies de déshydrogénation (ΔH) réduites par rapport aux hydrocarbures correspondants : 

Pyrrole 54 kJ/mol
Pyrazine 54 kJ/mol
Pyridine 59 kJ/mol
Benzène 67 kJ/mol
Cyclopentadiène 105 kJ/mol
Quinoléine ? kJ/mol H_{2}

- Pyrrole
54 kJ/mol H2
- Pyrazine
54 kJ/mol H2
- Pyridine
59 kJ/mol H2
- Benzène
67 kJ/mol H2
- Cyclopentadiène
105 kJ/mol H2
- Quinoléine 
? kJ/mol H2 [10]

## Mise en œuvre
L'hydrogène H2 est fixé sur la forme déshydrogénée d'un LOHC — généralement un composé insaturé aromatique — au cours d'une réaction d'hydrogénation. Il s'agit d'une réaction exothermique réalisée à pression d'environ 30 à 50 bar et à température d'environ 150 à 200 °C en présence d'un catalyseur. Le produit de réaction est un composé saturé susceptible d'être stocké ou transporté dans des conditions ambiantes. Ce composé saturé peut ensuite libérer l'hydrogène par une réaction endothermique entre 250 et 320 °C en présence d'un catalyseur. L'hydrogène libéré doit dans certains cas être extrait du LOHC gazeux. L'optimisation énergique du dispositif passe par la récupération de l'énergie du flux sortant chaud pour préchauffer le flux entrant froid. 

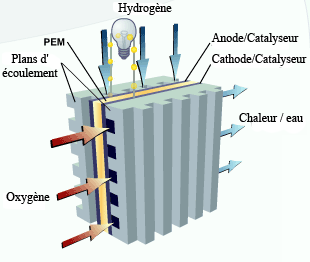
PEMFC : schéma d'application.

Il est par exemple possible de « recharger » en continu une pile à combustible en l'alimentant par un flux d'hydrogène apporté par LOHC. Un exemple de réalisation fait intervenir une pile à combustible à membrane échangeuse de protons (PEMFC) de type DIPAFC dont l'acétone produit est réduit en alcool isopropylique (2-propanol) par du perhydrodibenzyltoluène (H18-DBT),,,. Ce genre d'installation fonctionne sans libérer de CO2 et sans faire intervenir d'hydrogène moléculaire.

## Exemples de substances employées
Le Japon a réalisé en 2020 le premier système de distribution internationale d'hydrogène entre le Brunei et la ville de Kawasaki fondé sur une technologie LOHC à base de toluène.

### Méthylcyclohexane / toluène (MCH / TOL)
Le principe de l'hydrogénation du toluène C6H5CH3 en méthylcyclohexane C6H11CH3 a été étudié dès les années 1970 à partir d'un concept formulé en 1975 aux États-Unis et développé en 1979 à l'Institut Paul Scherrer à Würenlingen, dans le canton d'Argovie, en collaboration avec l'École polytechnique fédérale de Zurich. Un prototype de camion avait été conçu sur ce principe dans les années 1980,. Ce concept est appelé méthylcyclohexane-toluène-hydrogène (MTH).
Il permet d'atteindre une densité de stockage pondérale d'hydrogène de 6,1 % et volumique de 47 kg/m3 dans les conditions ambiantes,, soit 5,5 MJ/L d'H2. Le méthylcyclohexane étant relativement stable, avec une enthalpie de déshydrogénation de 68 kJ/mol, il doit être déshydrogéné à 350 °C après avoir été obtenu par hydrogénation du toluène à 150 °C. L'entreprise Chiyoda a développé une solution méthylcyclohexane / toluène pour son service de distribution d'hydrogène SPERA. L'usine prototype de Chiyoda réalise la déshydrogénation du méthylcyclohexane à 350 °C en présence d'un catalyseur Pt / Al2O3, avec un taux de conversion du méthylcyclohexane de plus de 95 % et une sélectivité pour le toluène supérieure à 99,9 %. Différents catalyseurs ont également été étudiés, tels que le nickel, les métaux du groupe du platine et des catalyseurs bimétalliques platine / molybdène sur différents matériaux de support.

### N-Éthylcarbazole
Le N-éthylcarbazole a été proposé et breveté dans les années 2000 comme support de stockage de l'hydrogène par la société américaine Air products. La nature hétérocyclique de ce composé permet de réaliser la déshydrogénation du dodécahydro-N-éthylcarbazole à des températures d'environ 200 à 230 °C, sensiblement inférieures à celles, par exemple, du méthylcyclohexane. Cette substance permet de stocker jusqu'à 5,8 % massique d'hydrogène, correspondant à 1,9 kWh/kg. L'inconvénient majeur du N-éthylcarbazole, forme déshydrogénée de la substance, est son point de fusion de 68 à 70 °C.

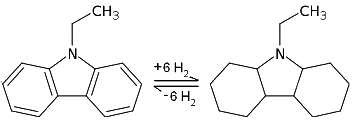
Hydrogénation de l'N-éthylcarbazole.

### Perhydrodibenzyltoluene / dibenzyltoluène (H18-DBT / DBT)
L'intérêt du dibenzyltoluène (DBT) et de son dérivé perhydro (H18-DBT) réside dans sa tension de vapeur saturante de seulement 0,07 Pa pour le DBT et de 0,04 Pa pour le H18-DBT, bien plus faible que celle du toluène, de 7,88 kPa, et du méthylcyclohexane, de 10,9 kPa à 40 °C. Le DBT peut être hydrogéné en H18-DBT en présence de métaux du groupe du platine à 140 °C et peut être déshydrogéné à des températures comprises entre 270 et 320 °C. Le mélange DBT/H18-DBT résultant présente une capacité de stockage d'hydrogène de 6,2 % en masse tout en étant thermostable, avec une température d'autoinflammation de 450 °C,,. La substance offre une capacité de stockage nominale de 6,2 % d'hydrogène en masse avec une densité énergétique nominale de 1,9 kWh/L, ramenées, en considérant les limitations de la déshydrogénation, à 6,0 % en masse et 1,8 kWh/L. Le DBT coûtait environ 4 €/L en 2019. Le DBT peut être hydrogéné avec des mélanges de gaz contenant de l'hydrogène, ce qui permet de concevoir des applications industrielles couplées à des processus produisant de tels mélanges de gaz. Les réactions d'hydrogénation peuvent être catalysées par le platine et le ruthénium sur substrat oxyde d'aluminium, tandis que les réactions de déshydrogénation peuvent être catalysées par le palladium et le ruthénium sur substrat carbone. Ce système a, par exemple, été adopté par HySA en Afrique du Sud.